# Zalamandroña
La Zalamandroña es una especie de ensalada que se sirve en diversos pueblos del centro-este de la provincia de Granada, concretamente en la comarca de Guadix como es el caso de Huéneja. La preparación tradicional requiere que las verduras hayan sido previamente secadas al sol durante el verano (pimiento asado y seco, calabacín, calabaza, tomate seco), cebollas, bacalao desalado, desespinado y desmigado, aceitunas negras y aceite de oliva. Este plato se sirve frío. El origen histórico del plato se remonta al periodo andalusí del siglo IX.

## Preparación
El plato posee dos fases en su elaboración, los ingredientes parten de una conservación en seco realizada al sol, realizada durante los periodos estivos con productos originarios de su cultivo en la  huerta granadina. El primer paso en la elaboración del plato es la hidratación de los ingredientes. Se vierten en abundante cebolla picada. piñones, orégano y pimienta negra molida.  